# Falklandsräv
Falklandsräven (Dusicyon australis) var en på Falklandsöarna endemisk art i familjen hunddjur. Den bildar med den likaså utdöda arten Dusicyon avus släktet Dusicyon.

## Beskrivning och habitat
Falklandsräven var det enda landdäggdjur som fanns på Falklandsöarna före människans ankomst 1690. Sedan tog människorna med sig får, kaniner och katter.
Landskapet på Falklandsöarna kännetecknas av klippiga områden som är täckta av några buskar, hedområden, buskskogar och gräsmarker. Nära havet förekommer även marskland.
Djuret hade en kroppslängd (huvud och bål) av ungefär 97 centimeter och en svanslängd av cirka 28,5 centimeter (mått från en individ). Den mjuka och tjocka pälsens färg var brunaktig på ovansidan med rödaktig eller vit skugga och undersidan var täckt av ljusbrun päls. Artens svans var yvig med en vit spets. Skallens form påminde mer om släktet Canis än om släktet Pseudalopex (på Sydamerikas fastland).
Det antas att födan utgjordes av pingviner och andra fåglar som ruvar på marken samt av sälar som vilade vid strandlinjen. Charles Darwin, som 1833 besökte öarna, beskrev falklandsräven som nästan tam och inte sällsynt. Andra besökare berättade att räven kom fram till tälten för att ta föda ur handen. Med den ökande fåraveln blev räven allt mer en konkurrent till den nya befolkningen och rovdjuret dödades med gift eller genom att sätta eld på grässtäppen. Sedan 1839 utdelade den brittiska förvaltningen premier för varje död räv. Året 1876, alltså 43 år efter Darwins vistelse på ögruppen, var falklandsräven utrotad.

## Bakgrund
Det är inte klarlagt hur räven kom till ögruppen. Några zoologer antar att djuret infördes av urinvånare från Sydamerika (som skulle ha hållit djuret som ett sällskapsdjur), även om inget bevis finns för att ögruppen någonsin besöktes av dessa människor. En annan teori är att det fanns en landbrygga under istiden mellan Sydamerika och Falklandsöarna, så att djuret hade möjlighet att vandra dit; inte heller denna teori är bevisad.
En tredje teori är att vattenytan mellan kontinenten och ögruppen under senaste istiden som minst var cirka 20 kilometer bred, förhållandevis grund och tidvis istäckt. Därigenom skulle räven kunnat vandra över isen till öarna. Ett argument för denna teori är att inget annat landdäggdjur påträffats på Falklandsöarna. En vandring över is är svårare att klara av än en över (frusen) mark.
DNA-tester har visat att dess närmaste levande släkting är manvargen. En mycket närmare släkting är den utdöda Dusicyon avus som levde på fastlandet. Skillnaden i DNA ger en tidsberäkning som stödjer teorin om att falklandsräven vandrat dit under senaste istiden. Inget av dessa djur är egentliga rävar (Vulpes) eller vargar (Canis), utan egna typer av hunddjur.
Vid två tillfällen hölls falklandsrävar i London Zoo, men de levde bara några år.